# Tania Sarabia
Tania Mercedes Sarabia (24 de septiembre de 1947) es una actriz y humorista venezolana de teatro, televisión y cine. También se ha destacado como activista social en la lucha contra el Cáncer y a favor de los derechos de las comunidades indígenas a través de la Fundación Wayuu Taya de Patricia Velásquez.

## Biografía
Inició su carrera artística en el teatro, al formarse como actriz de la mano del desaparecido autor José Ignacio Cabrujas, participando en la obra Acto cultural, en la que debutó con el personaje de “Purificación Chocano”. 
Su trayectoria televisión comenzó en 1976 tras ingresar a Radio Caracas Televisión, pero no sería hasta 1977 que se destacaria con La hija de Juana Crespo. En 1979 debutaría en el cine con Juan Topocho. 
Como actriz se ha destacado en diferentes personajes en algunas de las más reconocidas telenovelas producidas, particularmente de Venevisión, entre ellos cabe mencionar el personaje de Mama Santa en Cosita rica, donde interpretó el emotivo rol de una mujer invidente, además de otras producciones como Aunque mal paguen (2007) y Los querendones (2005). También tuvo icónico personaje, la Tía Honoria, en el talk show Viviana a la medianoche, una coproducción con Univisión donde compartió créditos con la presentadora Viviana Gibelli.
En 2019 regresa a la televisión por la producción nacional independiente Carolay, grabado en el Estado Zulia. En 2023 se integra a la serie de Hispanomedios, en conjunto con Venevisión, Dramáticas, siendo una de las primeras confirmadas.

### Vida privada
En 2004 fue diagnosticada de cáncer de mama, una noticia que le cambió la vida por completo, luego de su recuperación ha recorrido todo el país de la mano de la Asociación Civil Senos Ayuda, con quienes ha llevado un mensaje de reflexión ayudando a su vez a miles de mujeres que padecen de esta enfermedad. Es madre de una hija.

## Filmografía

### Televisión
| Año       | Título                       | Productora                     | Personaje                    |
| --------- | ---------------------------- | ------------------------------ | ---------------------------- |
| 2023      | Dramáticas                   | Hispanomedios/Venevisión       | Honoria/ Emperatriz Sarabia  |
| 2019      | Carolay                      | BGCreativos/Oduber Productions | Mercedes                     |
| 2010      | La mujer perfecta            | Venevisión                     | Ella misma                   |
| 2008      | La vida entera               | Venevisión                     | Primitiva Pérez              |
| 2007      | Aunque mal paguen            | Venevisión                     | Titina                       |
| 2006      | Ciudad Bendita               | Venevisión                     | Recepcionista                |
| 2006      | Los querendones              | Venevisión                     | Rafaela "Fela" Palacios      |
| 2005      | El amor las vuelve locas     | Venevisión                     | Olvido                       |
| 2003      | Cosita rica                  | Venevisión                     | Mamasanta                    |
| 2002      | Planeta de 6                 | HermaNaxos                     | Profesora Moral              |
| 2002      | Las González                 | Venevisión                     | Ixora                        |
| 1999-2001 | Viviana a la medianoche      | Venevisión                     | Tía Honoria                  |
| 1999      | El país de las mujeres       | Venevisión                     | Josefina Beltrán de Negretti |
| 1998      | Reina de corazones           | RCTV                           | Zoila Guerra                 |
| 1996      | La Inolvidable               | RCTV                           | Memela Calcaño               |
| 1995      | Amores de fin de siglo       | RCTV                           | Glicerides Pinzón            |
| 1994      | Alejandra                    | RCTV                           | Isabel                       |
| 1993      | Dulce ilusión                | RCTV                           | Reina                        |
| 1990      | Caribe                       | RCTV                           | Victoria                     |
| 1988      | La encantada                 | Venevisión                     |                              |
| 1985      | Muerte en El Barrio          | VTV                            |                              |
| 1984      | La mujer sin rostro          | VTV                            | Edna                         |
| 1981      | La Cenicienta                | VTV                            | Reina                        |
| 1981      | J. B. Holmes                 | VTV                            |                              |
| 1981      | Catatumbo                    | VTV                            |                              |
| 1980      | Mariana Rodríguez            | VTV                            |                              |
| 1980      | El esposo de Anaís           | RCTV                           |                              |
| 1979      | Drama de amor en el Bloque 6 | RCTV                           | Yajaira                      |
| 1978      | El ángel rebelde             | RCTV                           | Haydeé                       |
| 1977      | Residencia de Señoritas      | RCTV                           |                              |
| 1977      | La hija de Juana Crespo      | RCTV                           |                              |
| 1976      | Zoraida                      | RCTV                           |                              |
| 1976      | Angélica                     | RCTV                           |                              |

### Cine
| Año  | Título                                            | País                  | Personaje         |
| ---- | ------------------------------------------------- | --------------------- | ----------------- |
| 2022 | Relatos                                           | Venezuela             | Ella misma        |
| 2020 | A Couple in Quarantine                            | Estados Unidos/México | Madre de Penelope |
| 2013 | Femenino                                          | Venezuela             | Madre             |
| 2011 | Patas arriba                                      | Venezuela/Colombia    | Salazar           |
| 2009 | Un gallo y un corral                              | Venezuela             | Secretaria        |
| 1995 | La mano                                           | Venezuela             |                   |
| 1991 | Señora Bolero                                     | Venezuela             |                   |
| 1990 | L'aventure extraordinaire d'un papa peu ordinaire | Francia/Venezuela     | Rosina            |
| 1988 | Profundo                                          | Venezuela             |                   |
| 1986 | Seguro está el infierno                           | Venezuela             |                   |
| 1986 | Una noche oriental                                | Venezuela             |                   |
| 1985 | Ratón de ferretería                               | Venezuela             |                   |
| 1985 | Diles que no me maten                             | Venezuela             |                   |
| 1982 | Cangrejo                                          | Venezuela             | Amiga de Nicolás  |
| 1979 | El rebaño de los ángeles                          | Venezuela             |                   |
| 1979 | Juan Topocho                                      | Venezuela             |                   |